# Planschade
Planschade is de vermogensschade (waardevermindering van onroerende zaken) of inkomensschade die ontstaat na wijziging van de planologie.
De vermogens- of inkomensschade wordt bepaald door de maximale invulling van de oude planologie en de maximale invulling van de nieuwe planologie te vergelijken. Na deze vergelijking kan bepaald worden of er per saldo sprake is van een planologische verslechtering. Aan de hand van criteria uit de jurisprudentie bepaalt een onafhankelijke deskundige de waardevermindering of de geleden inkomensschade als gevolg van de planologische situatie. Op basis hiervan kan een planschadevergoeding worden toegewezen.
In België bestaat als tegenhanger van de planschadevergoeding de planbatenheffing, die eigenaren moeten betalen aan de overheid wanneer er sprake is van waardevermeerdering door een planologische ontwikkeling.

## Oorzaken planschade
Planschade kan men lijden ten gevolge van een artikel 3.6 Wet ruimtelijke ordening (oud: artikel 19 procedure) of een bestemmingsplanwijziging. Zaken in de omgeving van de belanghebbenden kunnen zodanig veranderen dat zij hierdoor benadeeld worden.
Te denken valt aan:
- tegenover de woning was planologisch groen uitzicht maar onder het nieuwe regime wordt er een appartementencomplex neergezet.
- het niet meer mogen bouwen van een woning of bedrijfspand waarvoor de belanghebbende in eerste instantie het perceel te goeder trouw via een notaris had gekocht.
- een ander kan iets in je onmiddellijke woonomgeving gaan bouwen waarvoor vroeger nooit een vergunning werd gegeven maar nu ineens wel, waardoor het eigen woongenot vermindert, bijvoorbeeld doordat het uitzicht wordt belemmerd.
- toegenomen geluidsoverlast door aanleg of verbreding van een weg of start- c.q. landingsbaan van een vliegveld.
- in bovenstaande gevallen dus ook een mogelijke minderopbrengst bij verkoop van de opstallen of de grond.

De juridische grondslag voor planschade is artikel 6.1 Wet ruimtelijke ordening (oud: artikel 49 van de Wet op de Ruimtelijke Ordening). Onderscheid wordt gemaakt tussen directe planschade en indirecte planschade.

## Directe en indirecte planschade
Indirecte planschade heeft betrekking op schade die een eigenaar van een perceel lijdt doordat een bestemmingsplan ongunstige waardedrukkende ontwikkelingen in de naaste omgeving mogelijk maakt. Als voorbeeld kan genoemd worden een naastgelegen perceel met voorheen een agrarische bestemming zonder bebouwingsmogelijkheden die onder het nieuwe bestemmingsplan een woonbestemming met bebouwingsmogelijkheden heeft gekregen. Bij de beoordeling van de schade wordt rekening gehouden met het 'normaal maatschappelijk risico' (6.2 lid 1 Wro). Dit is schade die elke burger behoort te dragen. Deze schade is op in ieder geval 2% van de waarde van de onroerende zaak gesteld, dan wel op 2% van het inkomen in geval van inkomensderving.
Directe planschade heeft betrekking op schade die een eigenaar lijdt doordat de gebruiks- en bebouwingsmogelijkheden op zijn eigen perceel worden beperkt. Als voorbeeld kan genoemd worden een perceel met voorheen bouwmogelijkheden voor een woning die onder het nieuwe bestemmingsplan uitsluitend een tuinbestemming heeft gekregen.
De meeste planschadeclaims hebben betrekking op indirecte planschade.

## Voorzienbaarheid
Naast de vraag of er een planologisch nadeel is ontstaan, zal ook de vraag of deze verandering te voorzien was een rol spelen.
Er wordt onderscheid gemaakt tussen actieve en passieve risicoaanvaarding.
Van actieve risicoaanvaarding is bijvoorbeeld sprake als je een huis koopt, terwijl er in de structuurvisie al een woonwijk naast het perceel is aangegeven. Een redelijk weldenkend mens weet dan dat de kans bestaat dat die woonwijk er ook gaat komen.
Passieve risicoaanvaarding is bijvoorbeeld het niet gebruiken van je bouwmogelijkheden, terwijl uit aanpassing van regelgeving of beleid het waarschijnlijk is dat die mogelijkheden niet meer bestemd zullen worden. Door niets te doen, verspeel je je rechten.
Als er sprake is van voorzienbaarheid, zal er geen planschade vergoed worden.

## Indienen planschade
Een aanvraag voor een planschadevergoeding dient men - indien men op de schadepeildatum eigenaar was - bij het college van burgemeester en wethouders in. Als voor de huurder van een woning de woonsituatie verandert en daardoor de puntentelling waarop de maximaal toegestane huur gebaseerd is verminderd, kun je een verzoek om herberekening van de huur indienen bij de verhuurder; kom je er niet uit dan kun je je vervoegen bij de Huurcommissie.
Het bevoegd gezag van de planologische verandering is ook het orgaan dat beslist op een verzoek om planschadevergoeding. Bij een rijksinpassingsplan is dat dus het Rijk, bij een provinciaal inpassingsplan de provincie en bij een bestemmingsplan de gemeente.
Doorgaans zal pas een besluit worden genomen nadat een onafhankelijke beoordelingscommissie een advies heeft uitgebracht. Het bevoegd gezag moet volgens de Wet ruimtelijke ordening 300 euro aan behandelingskosten in rekening brengen. Dit bedrag kan de gemeenteraad maximaal met twee derde verhogen of verlagen. In geval van gehele of gedeeltelijke toekenning wordt dit drempelbedrag terugbetaald.
Een verzoek om planschade kan pas worden ingediend nadat het bestemmingsplan of vrijstellings- cq. projectbesluit waarop de schade betrekking heeft onherroepelijk is. Dat wil zeggen dat het planologische besluit niet meer kan worden gewijzigd door middel van een uitspraak door de rechtbank of de Afdeling bestuursrechtspraak van de Raad van State. Voorts dient een verzoek om planschade binnen 5 jaar nadat het schadeveroorzakende besluit onherroepelijk is geworden te worden ingediend anders is de schadeclaim verjaard.
Voor schade als gevolg van al voor 1 september 2005 doorgevoerde wijzigingen geldt dat de aanvraag moet worden ingediend vóór 1 september 2010.